# Kosovo la Concursul Muzical Eurovision
Kosovo este unul dintre puținele state ale Europei care nu a participat niciodată la Concursul Muzical Eurovision. Televiziunea națioanală a țării a aplicat pentru a fi un membru al EBU, dar încă nu a fost acceptată. 

## Istoric
După independența țării din 2008, RTK a aplicat pentru a fi membru UER, și a dorit să intre în concursul din 2009.Kosovo și-ar fi făcut debutul la concursul din 2009, dacă ar fi fost acceptată de UER. Kosovo este încă nerecunoscută de câteva țări și nu este membră a Organizației Națiunilor Unite. Există deja un acord între UER si RTK, iar UER sprijină RTK. Începând cu 2011, are un statut în UER și a participat la Concursul Eurovision pentru tineri dansatori 2011.
Potrivit ziarului Koha Ditore din Kosovo, o posibilă intrare în concurs se va face cândva, iar interpretul va fi ales într-o finală națională  numită "Akordet e Kosoves", un concurs pop ce a început acum câțiva ani.Antonio Gashi și Valton Beqiri lucrează pentru "Akordet e Kosoves" și speră ca RTK să adere cât mai repede la UER, deoarece doresc să participe la Concursul Muzical Eurovision. În comparație cu Luxemburgul, care nu dorește să participe, dorința țării este foarte mare. De exemplu, pe siteul YouTube pot fi găsite multe filmulețe ce au ca titlu "Kosovo la Eurovision".